# 残虐
| ウィキペディアには「残虐」という見出しの百科事典記事はありません（タイトルに「残虐」を含むページの一覧/「残虐」で始まるページの一覧）。 代わりにウィクショナリーのページ「残虐」が役に立つかもしれません。 |